# Rhinophyma

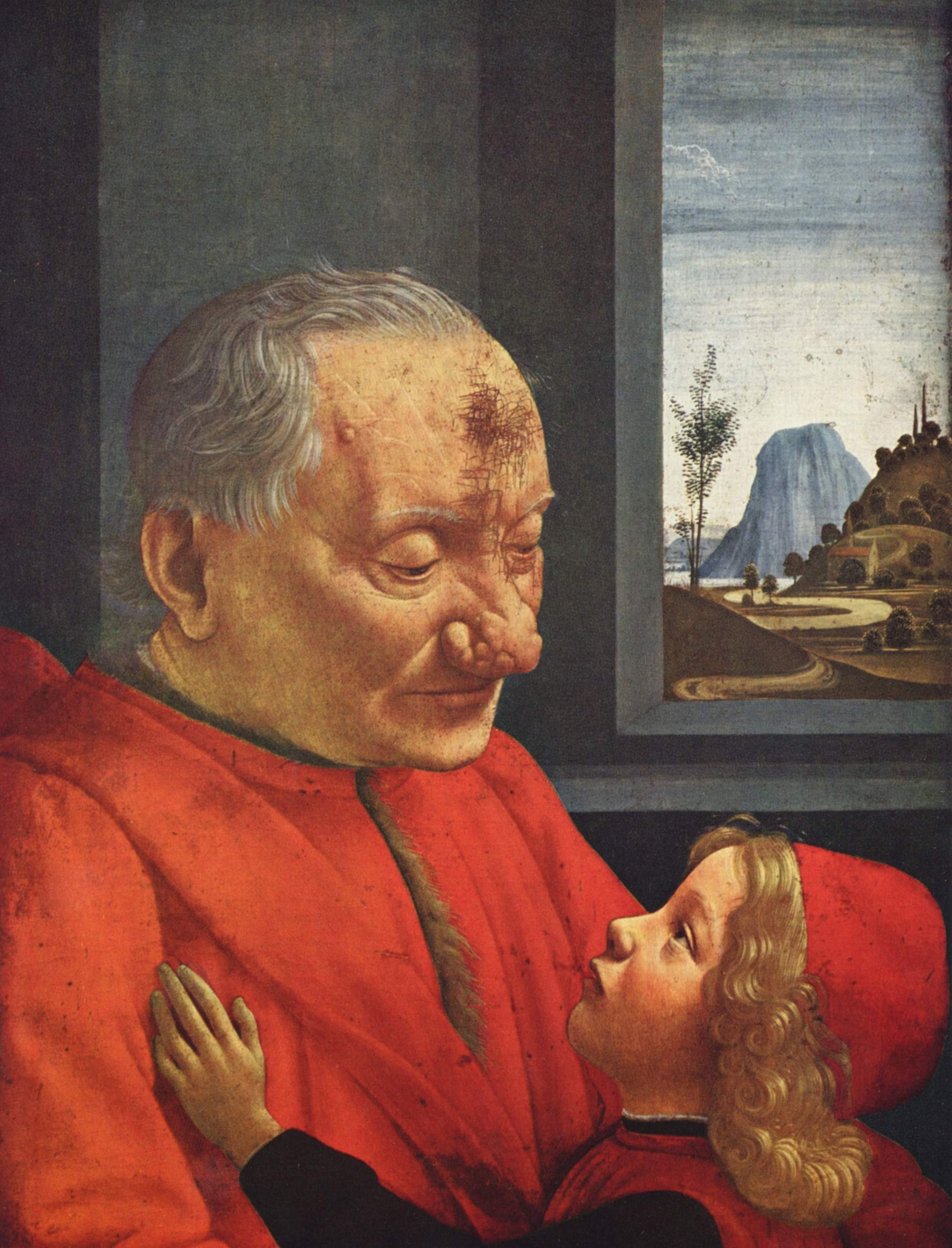
Rhinophyma op een schilderij van Domenico Ghirlandaio

Rhinophyma (aardbei-neus) is een bepaalde variant van rosacea. Hierbij is de neus rood, knobbelig opgezet, met teleangiëctasieen. De variant komt met name bij mannen voor. Een dergelijke neus wijst absoluut niet op overmatig drankgebruik, zoals de patiënten vaak wordt verweten.